# Тесмофории
Тесмофо́рии (Фесмофории) (др.-греч. Θεσμοφόρια, лат. Thesmophoria) — большой аттический праздник в честь Деметры Законодательницы (Θεσμοφόρος) и отчасти Коры (Персефоны), справлявшийся исключительно при участии свободнорождённых женщин, во время посева, с 9 по 13 пианопсиона (в конце октября).
На этом празднике Деметра чествовалась как покровительница земледелия, земледельческого быта и браков — тех установлений (θεσμοί), на которых зиждется культура народов, перешедших к оседлому образу жизни. Праздник длился 5 дней и справлялся отчасти в деме Галимунте (Αλιμούς) на берегу Сароникоса, отчасти в городе. Тесмофории были народным и национальным праздником. Для совершения обряда и устройства пира в каждом деме выбирались по две из наиболее зажиточных и уважаемых женщин, на средства которых относились все расходы по устройству праздника. Бытовал обычай отпускать узников (т. 3, комментарий к Мф. 27:15).
- В первый день тесмофории женщины собирались в определённом пункте и все вместе отправлялись в Галимунт, обмениваясь по дороге шутками и насмешками цинического характера. 
В Галимунте находился храм Деметры Законодательницы: сюда и направлялась процессия.
- Во второй день праздника приносились в жертву свиньи;
- в третий день женщины возвращались в Афины, неся на головах священные книги с установлениями Деметры.
- Четвёртый день праздника проводился в посте и унынии,
- в пятый же день устраивался веселый пир, с играми и плясками.

Характер праздника изображён в дошедшей до нас комедии Аристофана «Женщины на празднике Тесмофорий». Тесмофорический культ Деметры существовал, кроме Афин, во многих других городах.